# Alichtensia simillima
Alichtensia simillima är en insektsart som först beskrevs av Cockerell 1902.  Alichtensia simillima ingår i släktet Alichtensia och familjen skålsköldlöss. Inga underarter finns listade i Catalogue of Life.